# Monguí (ort)
Monguí är en ort i Colombia.   Den ligger i departementet Boyacá, i den centrala delen av landet, 180 km nordost om huvudstaden Bogotá. Monguí ligger 2 929 meter över havet och antalet invånare är 2 299.
Terrängen runt Monguí är bergig. Runt Monguí är det glesbefolkat, med 20 invånare per kvadratkilometer. Närmaste större samhälle är Sogamoso, 9,4 km väster om Monguí. Trakten runt Monguí består i huvudsak av gräsmarker.